# Bevinahalli, Ranibennur
Bevinahalli là một làng thuộc tehsil Ranibennur, huyện Haveri, bang Karnataka, Ấn Độ.